# 菰田文男
菰田 文男（こもだ ふみお、1948年10月5日 - ）は、日本の経済学者。埼玉大学名誉教授。1990年、経済学博士（九州大学）。

## 略歴
山口県下関市生まれ。1978年九州大学大学院経済学研究科博士課程満期退学、1990年「国際技術移転の理論」で経済学博士（九州大学）。山口大学助教授、埼玉大学経済学部助教授、同教授を歴任。2014年に定年退職し、同大学名誉教授となり、埼玉学園大学教授に就任。

## 著書
- 『国際技術移転の理論』有斐閣 1987
- 『現代世界経済と情報通信技術』ミネルヴァ書房 1991
- 『科学・技術と価値 連関分析アプローチ』多賀出版 2000
- 『脳外革命』中経出版 2003
- 『脳の外化と生命進化 ゲノム・脳研究の行方』多賀出版 2003

### 共編著
- 『技術革新と現代世界経済 技術開発・移転システムの国際比較』林倬史共編著 ミネルヴァ書房 1993
- 『情報通信と技術連関分析』林倬史,西山賢一,金子秀共著 中央経済社 1996
- 『技術パラダイムの経済学』西山賢一, 林倬史共著 多賀出版 1997
- 『技術と市場ニーズの探索・融合』松島三兒,高橋敏昭,垣内淳,矢賀部裕共著 税務経理協会 2007
- 『特許情報のテキストマイニング 技術経営のパラダイム転換』豊田裕貴共編著 ミネルヴァ書房 2011
- 『ビッグデータを活かす技術戦略としてのテキストマイニング』那須川哲哉共編著 中央経済社 2014

## 論文
- <菰田文男